# Les Reflets vivants
Les Reflets vivants è un cortometraggio muto del 1907 diretto da Camille de Morlhon.

## Produzione
Il film fu prodotto dalla Pathé Frères.

## Distribuzione
Distribuito dalla Pathé Frères, il film - un cortometraggio di 155 metri - uscì nelle sale francesi nel 1907. Fu importato e distribuito anche negli Stati Uniti il 28 dicembre 1907 con il titolo inglese Wonderful Mirrors, mentre nel Regno Unito venne ribattezzato A Living Reflection.